# Low Rider
Low Rider est une chanson écrite par le groupe de funk américain War et le producteur Jerry Goldstein, apparue sur l'album Why Can't We Be Be Friends?, publié en 1975. Elle a atteint la première position du palmarès Billboard R & B et a culminé au septième rang du palmarès Pop Singles. 
Selon AllMusic, « les paroles reprennent l’image cool du « Low Rider » - de culture chicano des voitures classiques à rodage hydraulique - et, en utilisant des insinuations, étend l’image à un style de vie ». Les caractéristiques les plus remarquables de la chanson sont sa ligne de basse entraînante de BB Dickerson, présente presque partout, et le riff de saxophone alto de Charles Miller. Il se termine également par un bruit de sirène qui devient un solo de saxophone. 
Le saxophoniste Charles Miller prend également la voix principale.  

## Personnel
Tiré des crédits de l'album : 
- Howard Scott - guitare, percussion, chant
- BB Dickerson - basse, percussion, chant
- Lonnie Jordan - orgue, piano, timbales, percussions, voix
- Harold Brown - batterie, percussions, voix (crédit manquant de la pochette de LP)
- Papa Dee Allen - conga, bongos, percussions, voix
- Charles Miller - clarinette, alto, saxes ténor et baryton, percussions, chant
- Lee Oskar - harmonica, percussions, voix

## Reprises
La chanson a été reprise par de nombreux artistes, notamment :  
- Willy DeVille
- Butthole Surfers
- Carlos Santana
- Blues Traveler
- Peter Cetera
- The Fantômas Melvins Big Band
- George Clinton
- Epsilon Minus
- Exodus in 1988 (Fabulous Disaster)
- Gary Hoey
- Andy Offutt Irwin
- JFA
- Kid Frost et Latin Alliance
- Korn sur Life Is Peachy
- Look People
- Fudge
- Paul Rodriguez
- Phish
- Popa Chubby featuring Galea in 2001
- Quando Quango
- Son of Daven 10 juin 2016
- Cedar Walton, sur Beyond Mobius
- Those Darn Accordions
- Ty Segall
- moe.
- Air Liquide
- Widespread Panic
- Barry White in 1999[4]
- Yukon Kornelius
- Warren Hill sur PopJazz[5],[6]